# 江原絢子
江原 絢子（えはら あやこ、1943年 - ）は、日本の食文化史研究者・食教育史研究者。東京家政学院大学名誉教授。島根県出身。

## 経歴
- 1966年 お茶の水女子大学家政学部卒業
- 1982年 東京家政学院大学講師
- 1989年 東京家政学院大学助教授
- 1996年 「高等女学校における食物教育の形成と展開 -1943年中等教育改革期を中心に」で名古屋大学教育学博士。
- 1997年 東京家政学院大学教授
- 1998年 日本風俗史学会江馬賞受賞
- 2004年 東京家政学院大学家政学部長
- 2009年 定年退任、名誉教授。
- 2022年　南方熊楠賞受賞[1]。

## 主な研究課題
- 日本における料理形式の特徴と変容
- 近代の料理書の特徴に関する研究
- 食教育の歴史的研究
- 江戸時代の料理書に関する研究

## 著作
- 『高等女学校における食物教育の形成と展開』（雄山閣出版、1998）
- 『家庭料理の近代』吉川弘文館・歴史文化ライブラリー 2012 ISBN　9784642057561、オンデマンド版　2021 ISBN　9784642757560

### 共編著
- 『食と教育』編（ドメス出版、2001）
- 『近現代の食文化』石川寛子共編著（弘学出版 、2002）
- 『近代料理書の世界』東四柳祥子共著　ドメス出版　2008
- 『食文化から社会がわかる!』原田信男,竹内由紀子,中村麻理,矢野敬一共著　2009　青弓社ライブラリー
- 『日本食物史』石川尚子,東四柳祥子共著　吉川弘文館　2009 ISBN　	9784642080231
- 『日本の食文化 その伝承と食の教育』石川尚子共編著 大久保洋子,冨岡典子,中澤弥子,島崎とみ子,橋爪伸子著　アイ・ケイコーポレーション　2009
- 『おいしい江戸ごはん』近藤惠津子共著　コモンズ　2011
- 『日本の食文化史年表』東四柳祥子共編　吉川弘文館　2011 ISBN　9784642014595
- 『近代料理書集成 日本の食文化史』全13巻 編・解説. クレス出版, 2012-13
- 『和食と食育 和食のこころを受け継ぎそして次世代へ』熊倉功夫監修, 編著. アイ・ケイコーポレーション, 2014.3
- 『和食とは何か』(和食文化ブックレット ユネスコ無形文化遺産に登録された和食) 熊倉功夫共著. 思文閣出版, 2015.11
- 『日本の伝統文化和食』全6巻 監修. 学研教育出版, 2015.
- 『和の食文化 長く伝えよう!世界に広めよう!』全4巻 (郷土料理に見る日本人の知恵) 監修, こどもくらぶ 編. 岩崎書店, 2015.
- 『近代割烹教本集成』全6巻 編・解説. クレス出版, 2015.
- 『和食の教科書』足立己幸編著, 針谷順子,高増雅子共著. 文溪堂, 2016.2
- 『食材別料理書集成』全5巻 編・解説. クレス出版, 2017.
- 『和食のえほん』(たのしいちしきえほん) 監修. PHP研究所, 2017.9
- 『近代日本の乳食文化 その経緯と定着』平田昌弘,和仁皓明共編著, Jミルク 企画編集. 中央法規出版, 2019.12
- 『タテ割り日本史 1  食べ物の日本史』監修 講談社, 2020.3
- 『日本食の文化 原始から現代に至る食のあゆみ』編著,荒尾美代、東四柳祥子、大久保洋子[ほか] 著. アイ・ケイコーポレーション, 2021.7

## 調査
- 飛騨山脈による日本東西社会の文化に及ぼした影響の歴史的考察 （1989-1990）
- ネパールアイセルカルカ村における生活調査 （1989-1990）
- 山梨県旧西原村の食事調査 （1986-1987）
- 戦時下高等女学校における食物教育の実態調査 （1993）
- 科学技術史における近世農業の特質と意義 （1997）

## 参考資料
- 東京家政学院大学ホームページ
- 科学技術振興機構 研究開発支援総合ディレクトリ(ReaD)